# Мезин
Ме́зин (Мізин) — село в Україні, у Понорницькій селищній громаді Новгород-Сіверського району Чернігівської області, за 35 км від залізничної станції Терещенська. Населення становить ▼156 осіб. До 2020 орган місцевого самоврядування — Мезинська сільська рада.

## Мізинська стоянка
Пам'ятка археології «Мізинська стоянка» розташована на території Мезинського національного природного парку, на правому березі Десни, Мізинська стоянка відома з найстарішої стоянки в Україні (15-те тисячоліття до н. е.) і городище (6-5-те тисячоліття до н. е.). Відоме з XVI ст, проте люди тут жили з найдавніших часів.
У 1907 році якийсь селянин викопав у себе на подвір'ї, будуючи погреб, велетенські кістки. Покликали, як годиться, священника, котрий, оскільки зрозумів, що знайдене щось незвичайне й важливе для науки, звернувся до Чернігівського археологічного товариства. У 1908 році український вчений Федір Вовк виявив велику стоянку первісних людей епохи пізнього палеоліту. У 1950-х роках український археолог Іван Шовкопляс здійснив великі розкопки і виявив стоянки людей кам'яної доби — городище 6-5 тис. до н. е. Це було п'ять округлих у плані (діаметром до 6 м.) наземних жител з вогнищами на підлозі. Наметоподібні житла типу яранг народів Півночі споруджено з дерев'яних жердин, вкритих шкурами тварин і обкладених зовні кістками і рогами. Виявлено місця обробки каменю й кістки, заглиблені вогнища, заповнені кістковим вугіллям та золою. У землі було знайдено ужиткові речі, прикраси, орнаментовані статуетки, що зображують жінок у вигляді птахів, один з найдавніших з-поміж відомих людям музичних інструментів. Довкола городища знайдено велику кількість кісток мамонтів, ленів, носорогів, песців, куниць, диких коней, зайців, росомах, вівцебиків, зубрів та іншої звірини — всього понад 80 видів, на яких полювали і використовували їх у домашньому господарстві наші пращури. Особливо цінними, скільки вказували на високу культуру мешканців городища, були скульптури: ідоли, стилізовані жіночі статуетки й фігурки тварин із бивнів мамонтів, браслети, оздоблені мендровим орнаментом та малюванням — геометричним орнаментом, виконаним червоною фарбою.
Мезинських знахідок було так багато, що їх вирішили поділити між багатьма археологічними музеями. Тепер вони є в Ермітажі, Музеї археології у Києві, у багатьох історичних музеях України, Польщі, Чехії. Та основна, найцінніша їх частина залишилася в єдиному такого типу й найбільшому в найповажнішому серед сільських музеїв України — Мезинському народному археологічному музеї (1965). Тут зберігається 41 тисяча експонатів, зібраних краєзнавцем  Василем Куриленком.

## Історія
Мізинський став та Мізинська дорога згадуються в царській грамоті 1551 р. як південно-східна межа починку на річці Лосці Новгород-Сіверського Спаського монастиря. Тобто, за цією межею поширювався на південь Мізинський грунт – суцільний ліс не приналежний Спаському монастирю. По таких незначних згадках Мізина не можна встановити чи був він малою безцерковною деревнею чи малим церковним селом. Лише після передачі мізинцям в оренду бортних дерев та угідь Спаського монастиря Мізин названо селом у виписці 1633 р.
У царській грамоті 1667 р. село Мізин згадано нарівні з деревнями Лоскою, Студінкою, Ігнатівкою та Кудлаївкою, як володіння Новгород-Сіверського Спаського монастиря.
За даними опису Новгород-Сіверського намісництва 1779-1781 рр., село Мізин Понорницької сотні все ще перебувало у володінні Новгород-Сіверського монастиря. У Мізині була одна дерев’яна церква та один священик.
12 червня 2020 року, відповідно до розпорядження Кабінету Міністрів України № 730-р «Про визначення адміністративних центрів та затвердження територій територіальних громад Чернігівської області», увійшло до складу Понорницької селищної громади.
19 липня 2020 року, в результаті адміністративно-територіальної реформи та ліквідації Коропського району, увійшло до складу Новгород-Сіверського району Чернігівської області.

## Населення
Згідно з переписом УРСР 1989 року чисельність наявного населення села становила 446 осіб, з яких 198 чоловіків та 248 жінок.
За переписом населення України 2001 року в селі мешкало 347 осіб.

### Мова
Розподіл населення за рідною мовою за даними перепису 2001 року:
| Мова       | Відсоток |
| ---------- | -------- |
| українська | 99,71 %  |
| російська  | 0,29 %   |

## Пам'ятки
- Біля села розташована археологічна пам'ятка пізнього палеоліту — Мізинська стоянка.
- Мезин є центром Мезинського національного парку, створеного 2006 року для охорони природи тутешніх покритих лісом деснянських висот, прозваних «Мезинською Швейцарією».
- Мезинські «плетюхи». Мезин здавна славився плетеними кошиками. Матеріали для плетіння кошиків можуть бути різними: від верби та лози до очерету та соломи.[9]

## Відомі люди
- Ковтун Віктор Іванович (нар. 1958 р.) — український художник. Народний художник України.

## Галерея

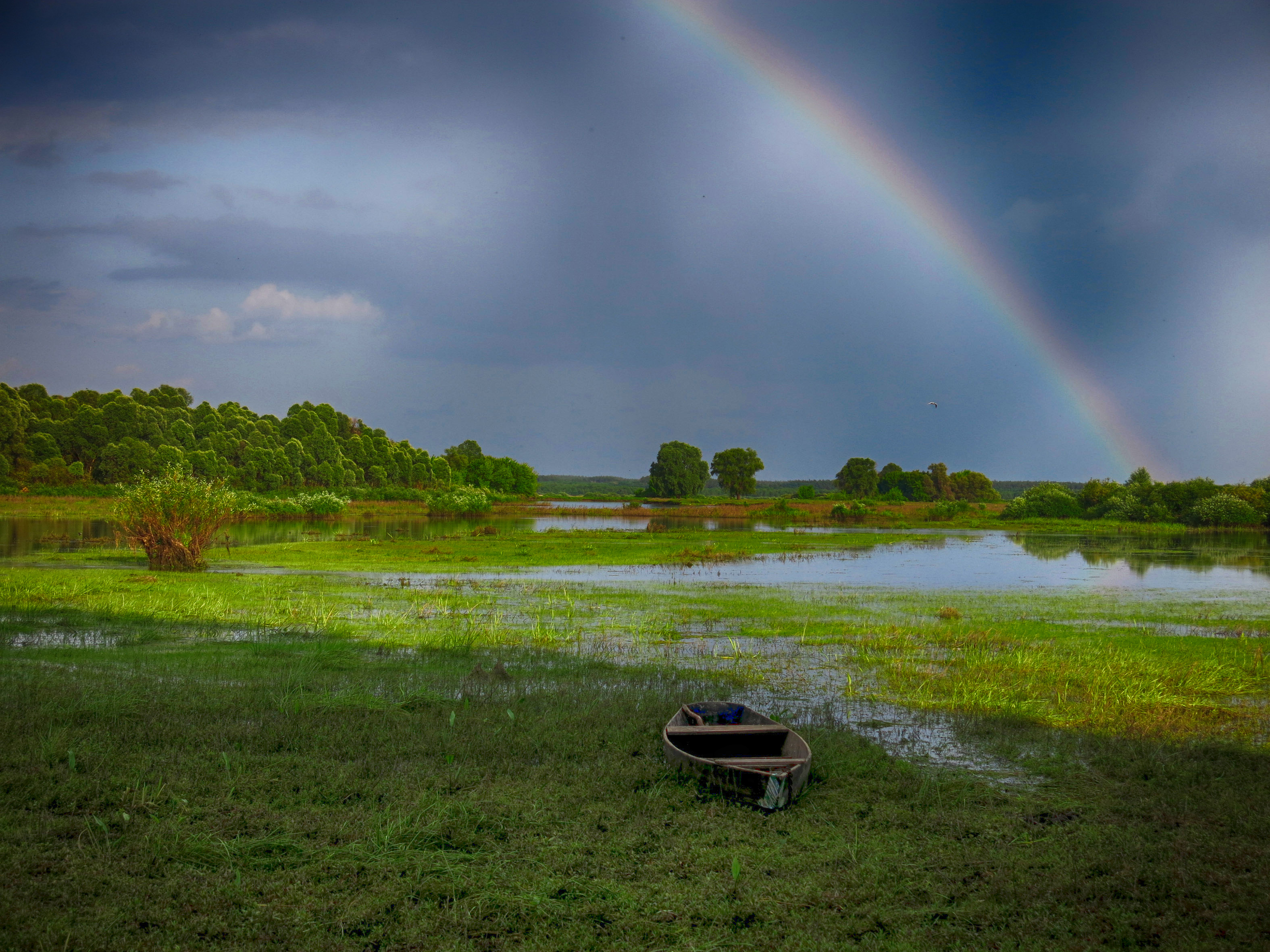
Мезинський національний природний парк
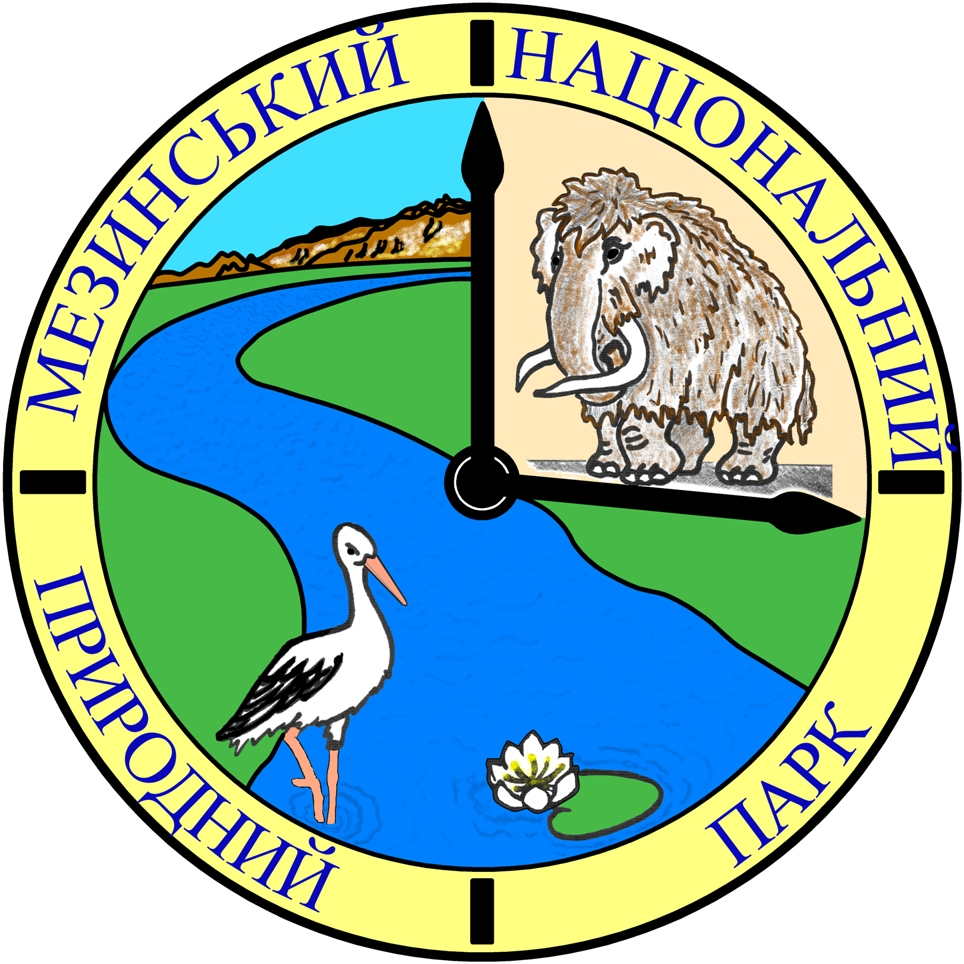
Емблема Мезинського національного природного парку